# Риджвілл (Вісконсин)
Риджвілл (англ. Ridgeville) — місто (англ. town) в США, в окрузі Монро штату Вісконсин. Населення — 479 осіб (2020).

## Демографія
Згідно з переписом 2010 року, у місті мешкала 501 особа в 184 домогосподарствах у складі 142 родин. Було 212 помешкання
Расовий склад населення:
| - 95,8 % — білих - 0,6 % — корінних американців - 0,6 % — азіатів - 2,0 % — осіб інших рас |

До двох чи більше рас належало 1,0 %. Частка іспаномовних становила 2,4 % від усіх жителів.
За віковим діапазоном населення розподілялося таким чином: 26,5 % — особи молодші 18 років, 60,7 % — особи у віці 18—64 років, 12,8 % — особи у віці 65 років та старші. Медіана віку мешканця становила 42,9 року. На 100 осіб жіночої статі у місті припадало 106,2 чоловіків;  на 100 жінок у віці від 18 років та старших — 107,9 чоловіків також старших 18 років.
Середній дохід на одне домашнє господарство  становив 75 050 доларів США (медіана — 61 250), а середній дохід на одну сім'ю — 81 871 долар (медіана — 70 313). Медіана доходів становила 46 458 доларів для чоловіків та 36 875 доларів для жінок. За межею бідності перебувало 9,9 % осіб, у тому числі 14,3 % дітей у віці до 18 років та 6,0 % осіб у віці 65 років та старших.
Цивільне працевлаштоване населення становило 233 особи. Основні галузі зайнятості: освіта, охорона здоров'я та соціальна допомога — 20,2 %, сільське господарство, лісництво, риболовля — 15,9 %, виробництво — 15,0 %.